# Nagy Barna
Nagy Barna (Rózsahegy, 1906. május 15. - Budapest, 1980. március 19.) művészettörténész.

## Élete
Tanulmányait a prágai Károly Egyetemen végezte, majd a szegedi Ferenc József Tudományegyetemen művészettörténetből doktorált. A két világháború között a komáromi múzeumban dolgozott. A komáromi Jókai szoborpályázat bírálóbizottságának tagja volt. 1951-től a budapesti szlovák gimnázium tanára, majd igazgatója volt.
Szakmai tanulmányai jelentek meg a Magyar Minerva, Magyar Írás, Forum, Magyar Figyelő című folyóiratokban.

## Művei
- 1933 Modern rajzpedagógia a komáromi gimnáziumban. Magyar Minerva 4
- 1935 Ady illusztrációk. Magyar Írás
- 1935 Pozsony plasztikája a Donner és Messerschmidt közti időszakban. Nemzeti Kultúra III/3-4, 128-140
- 1936 Pozsony plasztikája a Donner és Messerschmidt közötti időszakban
- 1936 Képzőművészet Szlovenszkón. Magyar Írás
- 1972 A filozófusi Böhm Károly. Irodalmi Szemle 1972/4